# Klînove, Holovanivsk
Klînove (în ucraineană Клинове) este localitatea de reședință a comunei Klînove din raionul Holovanivsk, regiunea Kirovohrad, Ucraina.

## Demografie
Componența lingvistică a localității Klînove
     Ucraineană (96,39%)
     Rusă (3,61%)
Conform recensământului din 2001, majoritatea populației localității Klînove era vorbitoare de ucraineană (96,39%), existând în minoritate și vorbitori de rusă (3,61%).